# خط إيه إيه

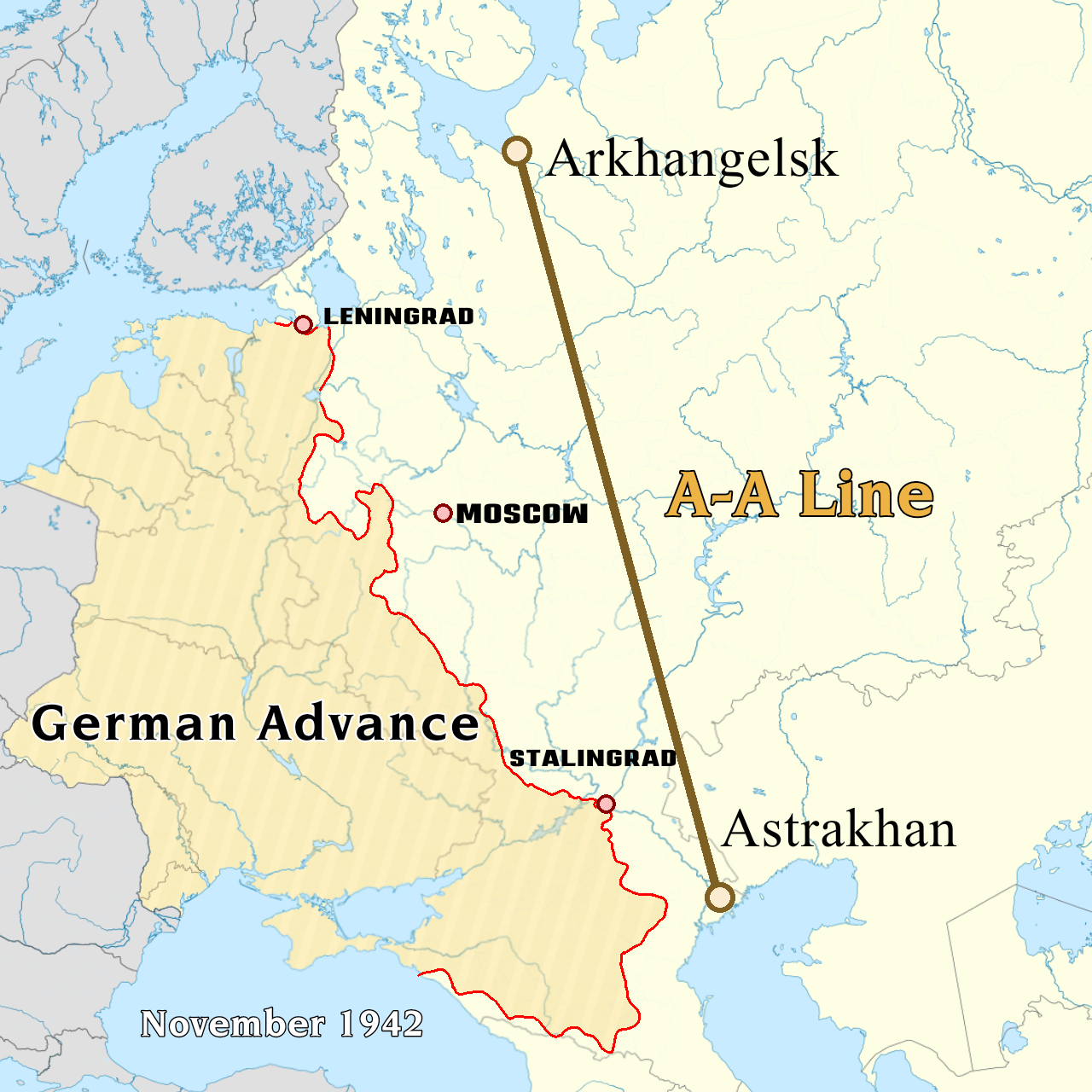
وتظهر في الصورة أيضًا مدينتي أرخانجيلسك وأستراخان، بالإضافة إلى لينينغراد وموسكو وستالينجراد (المدن الاستراتيجية الواقعة على حدود التقدم الفعلي لألمانيا).

كان خط أرخانجيلسك-أستراخان، أو اختصارًا خط إيه إيه، الهدف العسكري لعملية بارباروسا. يُعرف أيضًا باسم خط فولغا-أرخانجيلسك، وكذلك (في حالات نادرة) خط فولغا-أرخانجيلسك-أستراخان. ذُكر لأول مرة في 18 ديسمبر 1940 في توجيه الفوهرر رقم 21 (سقوط بارباروسا) الذي حدد الأهداف والشروط المحددة للغزو الألماني للاتحاد السوفيتي، واصفًا تحقيق "خط فولغا-أرخانجيلسك العام" بأنه الهدف العسكري الشامل.

## خلفية
يعود أصل هذا الخط إلى دراسة عسكرية سابقة أجراها الجنرال إريك ماركس في صيف عام 1940، سُميت "عملية التجنيد شرقًا". دعا هذا التقرير إلى احتلال الاتحاد السوفيتي حتى خط "أرخانجيلسك - غوركي - روستوف" لمنعه من أن يُشكل تهديدًا لألمانيا في المستقبل و"حمايته من قاذفات العدو". تصوّر ماركس أن الحملة، بما في ذلك الاستيلاء على موسكو وما بعدها، ستستغرق ما بين تسعة وسبعة عشر أسبوعًا لإتمامها.
كان من المفترض أن يمتد الخط الافتراضي من مدينة أرخانجيلسك الساحلية على البحر الأبيض شمال روسيا إلى مدينة أستراخان الساحلية عند مصب نهر الفولغا على بحر قزوين. فشل غزو ألمانيا للاتحاد السوفيتي في تحقيق أيٍّ من هذه الأهداف.

## الأهداف
كانت الخطة تقضي بهزيمة الجيش الأحمر غرب خط الجبهة في حملة عسكرية سريعة عام 1941 قبل حلول الشتاء. افترض الفيرماخت أن غالبية الإمدادات العسكرية السوفيتية والجزء الأكبر من الإمكانات الغذائية والسكانية للاتحاد السوفيتي موجودة في الأراضي الواقعة غرب خط الجبهة المقترح. في حال الوصول إلى هذا الخط، سيُحرم الاتحاد السوفيتي أيضًا من حوالي56% من أصوله النفطية (الأراضي النفطية في القوقاز).
اختير خط الجبهة كهدف نهائي للأعمال العدائية العسكرية لأن احتلال الاتحاد السوفيتي بأكمله في حملة عسكرية واحدة كان يُعتبر مستحيلًا نظرًا لأبعاده الجغرافية. كان من المقرر تدمير المراكز الصناعية السوفيتية المتبقية شرقًا بالقصف الجوي، والذي كان من المقرر تخصيص أسطول جوي كامل له.